# Pożdżenice-Kolonia
Pożdżenice-Kolonia [pronunciación en polaco: /pɔʐd͡ʐɛˈnit͡sɛ kɔˈlɔɲa/] es un pueblo ubicado en el distrito administrativo de Gmina Zelów, dentro del Distrito de Bełchatów, Voivodato de Łódź, en Polonia central. Se encuentra aproximadamente a 3 kilómetros al oeste de Zelów, a 17 kilómetros al noroeste de Bełchatów, y a 41 kilómetros al suroeste de la capital regional Łódź.